# Harlan Ellison
Pour les articles homonymes, voir Ellison.
Ne doit pas être confondu avec Harry Harrison.
Œuvres principales
- « Repens-toi, Arlequin » dit Monsieur Tic-Tac
- Le Jour de la déchirure
- Jeffty, cinq ans

Harlan Jay Ellison, né le 27 mai 1934 à Cleveland (Ohio) et mort le 28 juin 2018 à Los Angeles (Californie), est un écrivain et scénariste américain de science-fiction et de fantastique.
Son œuvre littéraire et télévisuelle a reçu de nombreux prix. Il a écrit pour les séries TV originales Au-delà du réel et Star Trek, édité l'anthologie de science-fiction Dangereuses Visions et a été consultant sur les séries TV La Cinquième Dimension et Babylon 5.

## Biographie

### Jeunesse et carrière
Harlan Ellison est né à Cleveland (Ohio). Sa famille a déménagé plus tard à Painesville (Ohio), avant de revenir en 1949 à Cleveland, après la mort de son père. Enfant, il a eu une courte carrière dans le Minstrel Show. Il s'enfuyait régulièrement de chez lui, exerçant des métiers divers, comme lorsqu'il avait (selon lui) dix-huit ans, « pêcheur de thon au large de Galveston, moissonneur itinérant dans la Nouvelle-Orléans, première gâchette pour un riche névrotique, conducteur de camion de dynamite en Caroline du Nord, chef cuisinier, conducteur de taxi, lithographe, libraire, chef de rayon dans un grand magasin, vendeur en porte-à-porte de brosses ». Enfant, il est apparu dans plusieurs productions du Cleveland Play House.

## Présentation générale
Les écrits les plus connus d'Harlan Ellison sont de science-fiction, avec lesquels il a gagné plusieurs prix Hugo, Nebula et Locus. Il fut aussi très actif dans la communauté de la science-fiction (il est un des fondateurs de la Cleveland Science Fiction Society et créa son fanzine alors adolescent), et donne des conférences hautes en couleur lors de Conventions de science-fiction. Il fut aussi vice-président de la Science Fiction and Fantasy Writers of America dans les années 1960. Il ne préfère pas placer son œuvre dans des genres, mais il utilise volontiers le terme de « speculative fiction ». En cela, il est très proche de Richard Matheson, écrivain pour lequel il manifeste la plus vive admiration.
Ses écrits de fantastique se comparent plus au surréalisme ou au réalisme magique qu'à la science-fiction de type space opera. Autrement dit, ce qui l'intéresse n'est pas d'écrire une épopée intergalactique, mais de décrire les effets d'un fait troublant (relevant du fantastique ou de la science-fiction) sur la personne qui en est le témoin. Ce qui explique également que son genre de prédilection soit la nouvelle. Il y a aussi dans son œuvre un fort courant éthique, dont une bonne moitié est de la non-fiction, incluant l'activisme politique et la critique des arts (il s'est ainsi distingué en qualifiant la télévision de « téton de verre », duquel il est urgent de se sevrer).
Harlan Ellison est très protecteur vis-à-vis de son travail, et a porté plainte - et gagné - de nombreuses fois pour reproduction et partage de produits culturels sans accord des ayants droit. Il utilise parfois le pseudonyme de Cordwainer Bird.
Dans Anatomie de l'horreur, Stephen King place son recueil Hitler peignait des roses dans son top 10.

## Œuvres

### Traduites en français

#### Recueil de nouvelles et anthologies

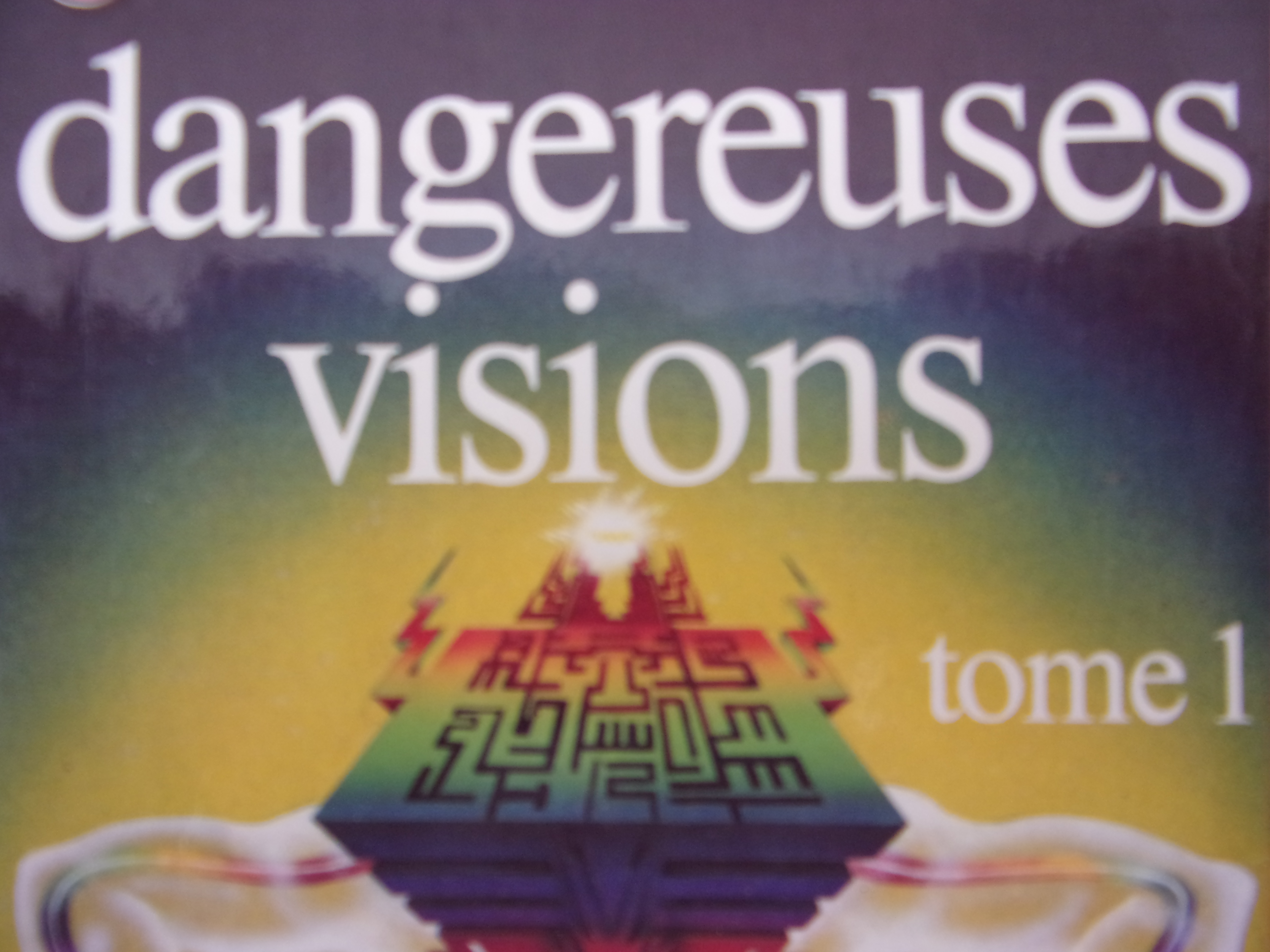
Vue partielle du recueil Dangereuses Visions (tome 1) publié en français en 1975.

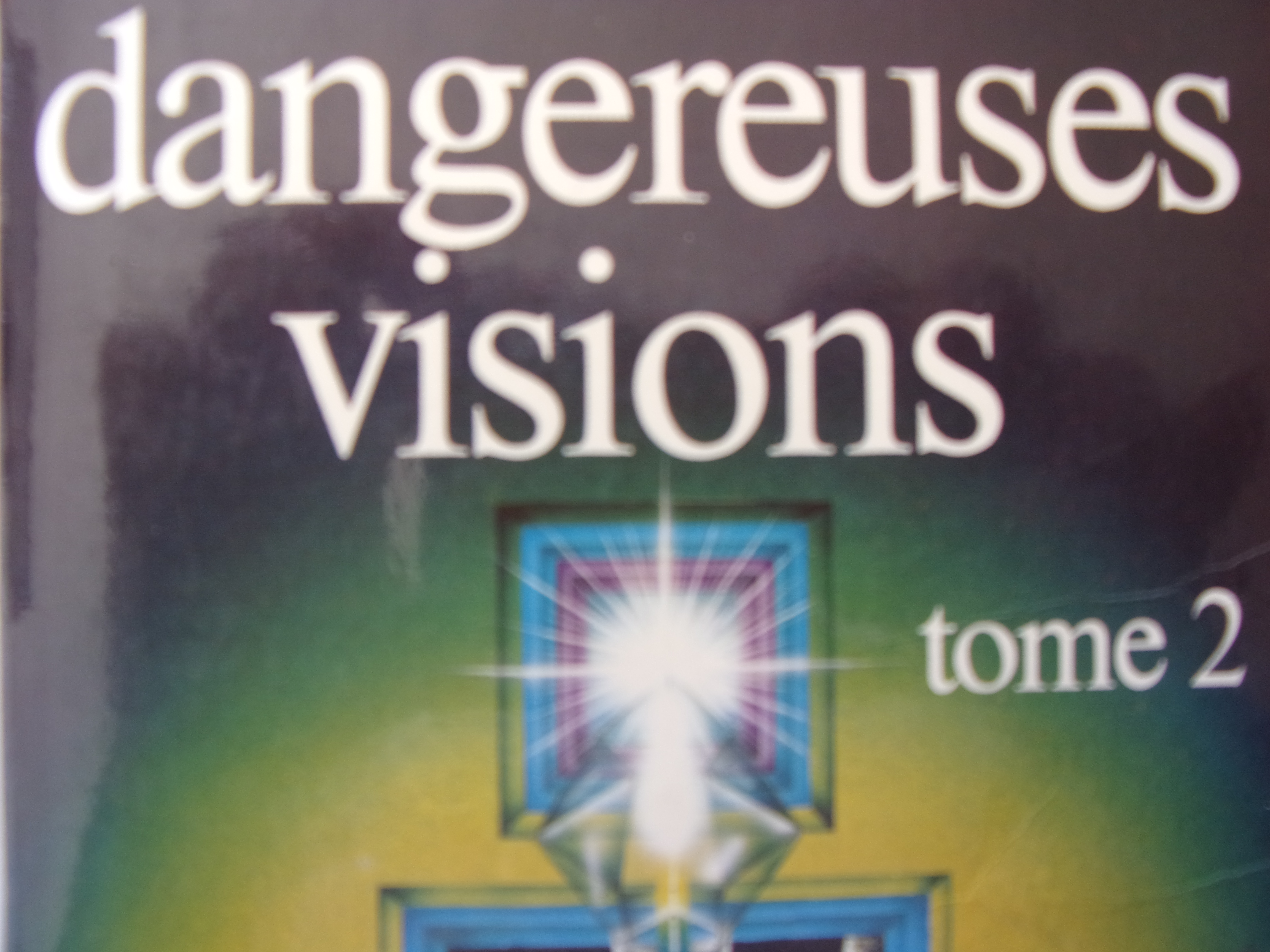
Vue partielle du recueil Dangereuses Visions (tome 2) publié en français en 1975.

- Ainsi sera-t-il, 1971 ((en) Paingod and Others Delusions, 1965)
- Dangereuses Visions, J'ai lu no 626 & 627, 1975 ((en) Dangerous Visions, 1967)Mention spéciale au prix Hugo 1968
- Du pays de la peur, 1973 ((en) From the Land of Fear, 1967)
- La Bête qui criait amour au cœur du monde, 1979 ((en) The Beast That Shouted Love at the Heart of the World, 1969)
- La Chanson du zombie, 1980 ((en) Partners in Wonder, 1971)
- Gentleman Junkie et autres nouvelles de la génération bâillonnée, 1979 ((en) Gentleman Junkie and Other Stories of the Hung-up Generation, 1975)
- Hitler peignait des roses, 1979 ((en) Strange Wine, 1978)
- Dérapages, 2001 ((en) Slippage, 1997)Prix Locus du meilleur recueil de nouvelles 1998
- La Machine aux yeux bleus, 2001Recueil sans équivalence en langue originale

#### Nouvelles
- « Repens-toi, Arlequin » dit Monsieur Tic-Tac, 1967 ((en) "Repent, Harlequin !" Said the Ticktockman, 1965)Prix Nebula de la meilleure nouvelle courte 1965
- Le Rôdeur dans la ville au bord du monde, 1975 ((en) The Prowler in the City at the Edge of the World, 1967)
- Je vois un homme assis dans un fauteuil, et le fauteuil lui mord la jambe, 1968 ((en) I See a Man Sitting on a Chair and the Chair Is Bitting his Leg, 1968)Écrit avec Robert Sheckley.
- Je n'ai pas de bouche et il faut que je crie, 1968 ((en) I Have No Mouth And I Must Scream, 1967)Prix Hugo de la meilleure nouvelle courte 1968
- La Bête qui criait amour au cœur du monde, 1969 ((en) The Beast That Shouted Love at the Heart of the World, 1968)Prix Hugo de la meilleure nouvelle courte 1969
- Un gars et son chien (en), 1973 ((en) A Boy and His Dog, 1969)Prix Nebula de la meilleure nouvelle courte 1969
- La Région intermédiaire, 1971 ((en) The Region Between, 1970)Prix Locus de la meilleure nouvelle 1971
- Les Opérateurs humains, 1972 ((en) The Human Operators, 1971)Écrit avec A. E. van Vogt.
- Basilic, 1973 ((en) Basilisk, 1972)Prix Locus de la meilleure nouvelle 1973 parue dans l'anthologie La troisième guerre mondiale n'aura pas lieu
- L'Oiseau de mort, 1973 ((en) The Deathbird, 1973)Prix Locus de la meilleure nouvelle 1974
- À la dérive au large des îlots de Langerhans latitude 38°54 N longitude 77°00'13" W, 1976 ((en) Adrift Just Off the Islets of Langerhans: Latitude 38° 54' N, Longitude 77° 00' 13" W, 1974)Prix Locus de la meilleure nouvelle longue 1975
- Croatoan, 1978 ((en) Croatoan, 1976)Prix Locus de la meilleure nouvelle courte 1976
- Jeffty, cinq ans, 1978 ((en) Jeffty Is Five, 1977)Prix Nebula de la meilleure nouvelle courte 1977 et prix Locus de la meilleure nouvelle 1978
- Écoute l'horloge sonner le temps, 2001 ((en) Count the Clock that Tells the Time, 1978)Prix Locus de la meilleure nouvelle courte 1979
- Le Paladin de l'heure perdue, 1987 ((en) Paladin of the Lost Hour, 1985)Prix Locus de la meilleure nouvelle longue 1986
- Un méphisto en onyx, 2001 ((en) Mefisto in Onyx, 1993)Prix Locus du meilleur roman court 1994

#### Essai
- Les Barons de Brooklyn, 1978 ((en) Memos from Purgatory, 1961)

#### Divers
- I, Robot, 1997 ((en) I, Robot, 1994)Scénario adapté du recueil de nouvelles Les Robots d'Isaac Asimov, pour un film qui n'a jamais été tourné

### Disponibles uniquement en langue originale
- (en) A Touch of Infinity, 1958
- (en) The Man with Nine Lives, 1960
- (en) Gentleman Junkie and other stories of the Hung-up Generation, 1961
- (en) Nightshade and Damnations: the finest stories of Gerald Kersh, 1968
- (en) Again, Dangerous Visions, 1972Prix Locus de la meilleure anthologie originale 1973
- (en) The Diagnosis of Dr. D'arqueAngel, 1977
- (en) Medea: Harlan's World, 1985
- (en) Angry Candy, 1989Prix Locus du meilleur recueil de nouvelles 1989 et prix World Fantasy du meilleur recueil de nouvelles 1989
- (en) The Function of Dream Sleep, 1989Prix Locus de la meilleure nouvelle longue 1989
- (en) Eidolons, 1989Prix Locus de la meilleure nouvelle courte 1989
- (en) Watching, 1989
- (en) The Dragon on the Bookshelf, 1995Écrit avec Robert Silverberg.
- (en) Dream Corridor, Dark Horse Comics, 1996nos 1-5

## Adaptations films et séries télévisées
- Star Trek
  - Contretemps (The City on the Edge of Forever) (saison 1 épisode 28)
- The Starlost (en) (série tv) 1973-74
- Au-delà du réel (tv) 
  - Soldier 1964 (saison 2 épisode 1)
  - Demon with a Glass Hand 1964 (saison 2 épisode 5)
  - The Human Operators (avec A. E. van Vogt) (saison 2 épisode 7)
- The Young Lawyers (série tv) 1970-71
- Le Sixième Sens (1972)
  - I Do Not Belong to the Human World (saison 1 épisode 1)
  - The Heart that Wouldn't Stay Buried (saison 1 épisode 2)
- Apocalypse 2024 (A Boy and His Dog) (1975) de L.Q. Jones
- La Cinquième Dimension
  - Le Jour de la déchirure (Shatterday) (1985) (saison 1 épisode 1)
  - Secoué comme des glaçons dans un shaker (Crazy as a Soup Sandwich) (saison 3 épisode 64)
  - Bienvenue à Winfield / Sursis (consultant)
- Babylon 5 (consultant de 1993 à 1999)
- Masters of Science Fiction
  - Les Bannis (The Discarded)

## Distinctions

### Littérature
Harlan Ellison a reçu sept fois le prix Hugo, trois fois le prix Nebula et quinze fois le prix Locus.

### Cinéma et télévision
- Writers Guild of America, USA , 4 prix (1966, 1968, 1974, 1988)
- Writers Guild of Canada, 2000, The Outer Limits (1995) avec Naren Shankar
- Academy of Science Fiction, Fantasy & Horror Films, USA, 1976